# Magny-la-Ville
 Magny-la-Ville  là một xã ở tỉnh Côte-d’Or trong vùng Bourgogne-Franche-Comté, phía đông nước Pháp. Khu vực này có độ cao trung bình 350 mét trên mực nước biển.